# Lorenzo Mediano

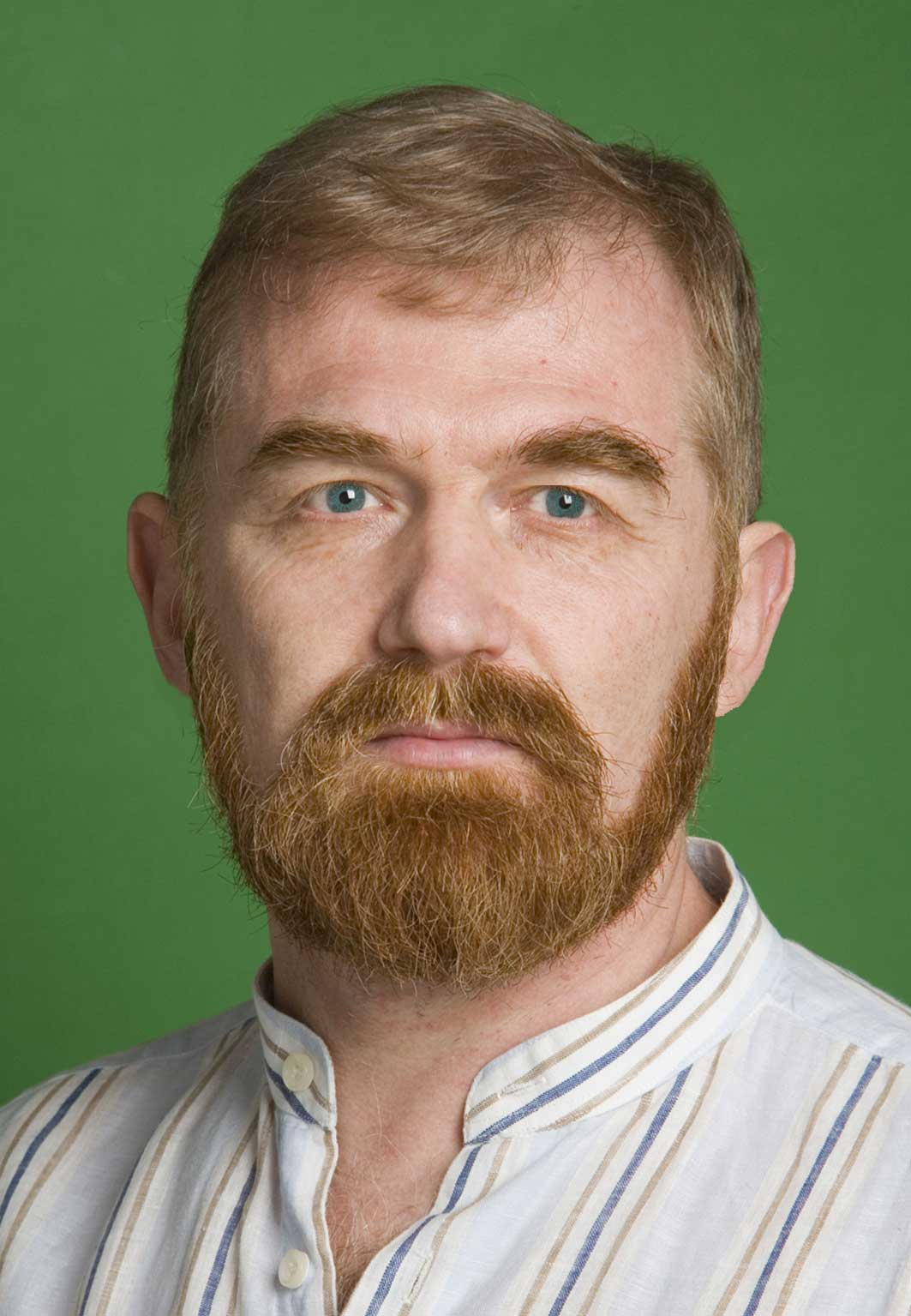
Lorenzo Mediano

Lorenzo Mediano (Saragoça, 1959) é um médico, escritor e instrutor de sobrevivência espanhol. É o autor de vários romances, como Los olvidados de Filipinas, La escarcha sobre los hombros, El Secreto de la Diosa e Tras la huella del hombre rojo.

## Obra
- Vivir en el campo (1988), RBA LIBROS, S.A. (ISBN 84-85351-74-6) (ISBN 84-7901-165-3)
- La escarcha sobre los hombros (1998), Onagro Ediciones. (ISBN 84-88962-12-6)
- Cuentos de amor imposible (2002), Onagro Ediciones. (ISBN 84-88962-24-X)
- Los olvidados de Filipinas (2005), Onagro Ediciones. (ISBN 84-88962-29-0)
- El secreto de la diosa (2003), Grijalbo. (ISBN 84-253-3769-0)
- El secreto de la diosa (2003), Círculo de Lectores, S.A. (ISBN 84-672-0294-7)
- El secreto de la diosa (2004), Nuevas Ediciones de Bolsillo. (ISBN 84-9793-267-6)
- El secreto de la diosa (2005), RBA Coleccionables, S.A. (ISBN 84-473-3526-7)
- Tras la huella del hombre rojo (2005), Grijalbo. (ISBN 84-253-3969-3)
- Donde duermen las aguas (2006), Onagro Ediciones. (ISBN 84-88962-50-9)
- El espíritu del trigo (2007), Grijalbo.
- El siglo de las mujeres (2009), Onagro Ediciones.
- El escriba del barro (2010),Grijalbo.
- El desembarco de Alah (2013), Tropo Editores